# 韩国手語
韓國手語（：／，英語：、KSL），是一種手語，主要由韓國的聽覺障礙者使用，並與韓語一同被定為大韓民國的官方語言。使用者為韩国的聋人或有患有听力或语言障碍者，國家和韩国地方政府應支持手語翻譯。
韓國手語日（Korean Sign Language Day）創立於2021年，定於每年的2月3日，旨在提高使用者的權利和提高公眾對韓國手語的認識。

## 歷史
韓國手語屬於日本手語系，其起源可以追溯到日本統治下的日本手語，它最早出現於1889年，並於1908年開始在學校中引入。日本手語、韓國手語和台灣手語之間，約有60%的詞彙相匹配。
在2015年12月31日，通过立法韓國手語成為了韓國的官方語言。

## 腳註
1. ↑  韓國手語于《民族语》的链接（第24版，2021年）
2. ↑  Hammarström, Harald; Forkel, Robert; Haspelmath, Martin; Bank, Sebastian (编). . . Jena: Max Planck Institute for the Science of Human History. 2016.
3. ↑  . 한국일보. 2016-01-04  [2019-10-25]. （原始内容存档于2019-10-25） （韩语）.
4. ↑  Fischer, Susan et al. (2010). "Variation in East Asian Sign Language Structures" in Sign Languages, p. 501., p. 501, at Google Books
5. ↑  . SIL International. 2016-02-23  [2022-08-16]. （原始内容存档于2018-09-12） （英语）.